# Ary Façanha de Sá
Ary Façanha de Sá (Guimarães, 1º de abril de 1928 - Brasília, 20 de agosto de 2020) foi um atleta brasileiro. Especialista em provas de salto em distância, representou o Brasil em duas Olimpíadas. Conquistou uma medalha em Jogos Pan-Americanos.
Foi o primeiro brasileiro a ultrapassar a marca de sete metros no salto em distância. Manteve o recorde sul-americano da prova por 22 anos, sendo superado por João do Pulo.

## Biografia
Nascido no Maranhão e filho de um juiz de direito, conheceu o atletismo em 1949 quando se vivia no Rio de Janeiro.  Na época, estudava no Colégio São Luiz.  Posteriormente, passou a estudar na Escola Nacional de Educação Física e Desporto (parte da UFRJ atualmente), onde cursou Educação Física. 
No atletismo, começou a treinar no Fluminense, onde obteve bons índices. Mesmo com boas marcas, acabou preterido para os Jogos Pan-Americanos de 1951.
Em 1952, sagrou-se campeão sul-americano do salto em distância. Disputou os Jogos Olímpicos de Verão de 1952, em Helsinque, ao terminar em quarto lugar. Façanha chegou a estar em terceiro, mas uma chuva interrompeu a prova. Ao voltar a saltar, seu sapato encharcado impediu de fazer um bom salto.
Venceu, em 1953, o Campeonato Sul-Americano Extra de Atletismo, no Chile. Nos Jogos Pan-Americanos de 1955, fez uma marca de 7,84m, que lhe daria o ouro em Helsinque. Porém, ficou com o bronze, pois dois americanos superaram a marca de oito metros.  Foi medalha de ouro nos Jogos Universitários (precursora da atual Universíade), marcando o próprio recorde da competição ao fazer 7,50m.
Representou o Brasil em mais uma Olimpíada em 1956, mas sem passar às finais. Encerrou a carreira em 1961. 
Após encerrar a carreira, trabalhou no Vasco da Gama e chegou a ser preparador físico do futebol. Em 1965, mudou-se para Brasília onde foi professor. Em 1968, passou a atuar na Secretaria de Esporte do Ministério da Educação, tendo sido criador dos Jogos Estudantis Brasileiros e dos Jogos Universitários Brasileiros.

## Morte
Morreu no dia 20 de agosto de 2020, aos 92 anos, vítima de uma insuficiência respiratória e pneumonia bacteriana. Ele estava internado no Hospital Sírio Libanês, em Brasília.